# Весела, Михал
Ми́хал Ве́села (в.-луж. Michał Wjesela, 17 сентября 1863 года, Кулов, Лужица, Германия — 4 мая 1927 года, Востроуц, Германия) — католический священник, лужицкий поэт и переводчик.

## Биография
Родился 17 сентября 1863 года в серболужицкой деревне Кулов в крестьянской семье. Обучался в сельской школе в деревне Лиша-Гора в окрестностях Будишина. В 1877 году поступил в Праге в Лужицкую семинарию. Будучи семинаристом, обучался также в малостранской гимназии. С 1883 года обучался на теологическом факультете Карлового университета. В 1885—1886 годах после Юрия Либша руководил серболужицкой студенческой организации «Serbowka». В 1887 году возвратился в Лужицу и в 1889 году был рукоположён в священника. Служил викарием в деревне Востроуц. В 1895 году вступил в культурно-просветительскую организацию «Матица сербская». В 1895—1896 годах был администратором в одном из приходах в Радворе. 13 сентября 1896 года был назначен настоятелем в населённом пункте Райхенау около Житавы. В 1900 году был переведён настоятелем в Востроуц, где служил до выхода на пенсию по состоянию здоровья в 1926 году. Проживал в цистерцианском монастыре в Востроуце до своей кончины 4 мая 1927 года.
Будучи студентом в Праге, публиковал свои стихотворения в литературном журнале «Kwětki», который издавала «Сербовка». В 1885 году основал журнал «Łužiski Serb», в котором печатал свои произведения и переводы с чешского языка.